# Cheyenne Autumn
Pour le film de John  Ford, voir Les Cheyennes.
Albums de Jean-Louis Murat
 Passions privées
(1984)  Le Manteau de pluie
(1991)
Cheyenne Autumn est un album musical de Jean-Louis Murat paru en 1989. 
Il comprend deux titres déjà sortis en 45 tours et maxi en 1987 et 1988, et qui avaient rencontré un certain écho (en particulier Si je devais manquer de toi), et offre de nouveaux titres qui auront les faveurs du public (L'Ange déchu, Amours débutants...). Après deux albums plus que confidentiels, ce disque permet à la carrière de Jean-Louis Murat de vraiment débuter.
Le 29 juin 2019, l'album est réédité en version vinyle remasterisé, agrémenté de six titres inédits

## Liste des titres de l'album
Édition vinyle
Face A
| No | Titre                     | Durée |
| -- | ------------------------- | ----- |
| 1. | Les Animaux               | 1:03  |
| 2. | Paradis perdus            | 4:14  |
| 3. | L'Ange déchu              | 3:47  |
| 4. | Pluie d’automne           | 2:55  |
| 5. | Déjà deux siècles...89... | 2:01  |
| 6. | Le Troupeau               | 3:09  |
| 7. | Cheyenne Autumn           | 4:24  |

Face B
| No | Titre                           | Durée |
| -- | ------------------------------- | ----- |
| 1. | Amours débutants                | 4:13  |
| 2. | Pars                            | 3:29  |
| 3. | Te garder près de moi           | 4:17  |
| 4. | Le Garçon qui maudit les filles | 3:37  |
| 5. | Si je devais manquer de toi     | 4:04  |

Édition CD
| No  | Titre                                     | Durée |
| --- | ----------------------------------------- | ----- |
| 1.  | Les Animaux/Paradis perdus                | 5:22  |
| 2.  | L'Ange déchu                              | 3:47  |
| 3.  | Amours débutants                          | 4:13  |
| 4.  | La lune est rousse sur la baie de Cabourg | 3:45  |
| 5.  | Te garder près de moi                     | 4:17  |
| 6.  | Le Venin                                  | 3:31  |
| 7.  | Pars                                      | 3:29  |
| 8.  | Le Garçon qui maudit les filles           | 3:37  |
| 9.  | Si je devais manquer de toi               | 4:04  |
| 10. | Déjà deux siècles...89...                 | 2:01  |
| 11. | Pluie d’automne                           | 2:55  |
| 12. | Le Troupeau                               | 3:09  |
| 13. | Cheyenne Autumn                           | 4:24  |

### Titres bonus réédition vinyle 2019
| No  | Titre                            | Durée |
| --- | -------------------------------- | ----- |
| 13. | On n'attend que ça               | 3:55  |
| 14. | Le Corridor humide               | 2:13  |
| 15. | Tomber sous le charme            | 4:05  |
| 16. | Marendosa                        | 3;45  |
| 17. | So Sorry Petra Marendosa         | 3:53  |
| 18. | Is Anything Wrong / L'Ange déchu | 5:57  |